# سورگ (قائنات)
سورگ روستایی در دهستان مهیار بخش مرکزی شهرستان قائنات استان خراسان جنوبی ایران است.

## جمعیت
بر پایه سرشماری عمومی نفوس و مسکن در سال ۱۳۹۵ جمعیت این روستا ۴۷ نفر (در ۱۸ خانوار) بوده است.